# Radłów (gromada w powiecie tarnowskim)
Radłów – dawna gromada, czyli najmniejsza jednostka podziału terytorialnego Polskiej Rzeczypospolitej Ludowej w latach 1954–1972.
Gromady, z gromadzkimi radami narodowymi (GRN) jako organami władzy najniższego stopnia na wsi, funkcjonowały od reformy reorganizującej administrację wiejską przeprowadzonej jesienią 1954 do momentu ich zniesienia z dniem 1 stycznia 1973, tym samym wypierając organizację gminną w latach 1954–1972.
Gromadę Radłów z siedzibą GRN w Radłowie (wówczas wsi) utworzono – jako jedną z 8759 gromad na obszarze Polski – w powiecie tarnowskim w woj. krakowskim, na mocy uchwały nr 30/IV/54 WRN w Krakowie z dnia 6 października 1954. W skład jednostki weszły obszary dotychczasowych gromad Glów i Łęka Siedlecka ze zniesionej gminy Wierzchosławice w powiecie tarnowskim, Sanoka ze zniesionej gminy Łęg Tarnowski w powiecie tarnowskim oraz Niwka i Radłów ze zniesionej gminy Radłów w powiecie brzeskim. Dla gromady ustalono 27 członków gromadzkiej rady narodowej.
31 grudnia 1959 do gromady Radłów przyłączono wieś Siedlec ze zniesionej gromady Bobrowniki Małe.
Gromada przetrwała do końca 1972 roku, czyli do kolejnej reformy gminnej. 1 stycznia 1973 reaktywowano gminę Radłów w powiecie tarnowskim (w latach 1934–54 gmina należała do powiatu brzeskiego).